# Шунантуніч

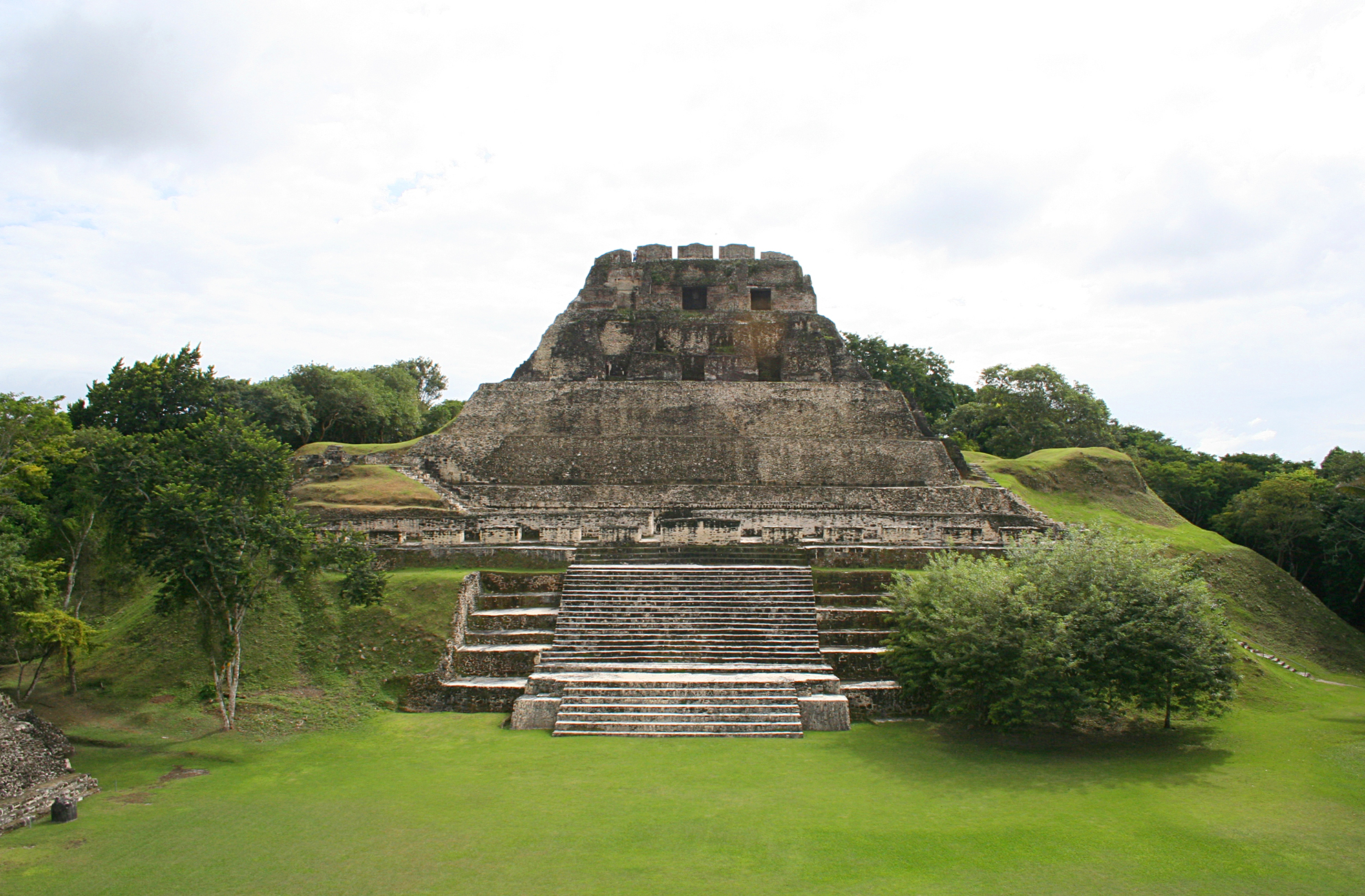
Залишки піраміди Ель-Кастильйо у Шунантунічі

Шунантуніч (Xunantunich, ʃu.nan.tu.'niʧ) — пам'ятка культури мая руїни міста мая, знайдені на території Белізу, у селі Сан-Хосе-Суккотц (за 35 км від Бельмопана), неподалік від міста Сан-Ігнасіо в окрузі Кайо на заході сучасного Белізу, біля річки Мопан.

## Розташування
Місто, розташоване на штучно вирівняному пагорбі, слугувало церемоніальним центром. Назва Шунантуніч — сучасне, в перекладі з мови місцевих жителів воно означає кам'яна жінка. Це загадковий персонаж місцевого фольклору — привид невідомої жінки в білих одежах, що розвиваються, і з палаючими червоними очима. Зазвичай її бачать перед пірамідою Ель-Кастильйо, кам'яна жінка повільно піднімається по її сходах і зникає в кам'яній стіні. Найбільш відома споруда у місті — піраміда Ель-Кастильйо, поруч з нею розташовані інші палаци.

## Історія
Тривалий час вважалося, що Шунантуніч був великим церемоніальним центром мая або у першій половині ІХ століття він на короткий час навіть став резиденцією Са'альських царів. Проте дослідження 2010-х років дозволити вченим зробити висновок, що в Шунантунічі правила окрема династія зі своїм особливим «емблемним ієрогліфом», союзна Са'алю чи залежна від нього.
Шунантуніч процвітав у VI—VIII століттях нашої ери. До наших днів дійшли лише напівприховані рослинністю руїни навколо площі А-1, над якими височіє піраміда Ель-Кастильйо (загальна висота близько 40 м, V ст.). За оцінками археологів у Шунантуніч проживало не більше 10 тисяч осіб.
Існують свідчення того, що у 900-му році регіон сильно постраждав від землетрусу, після чого мешканці стали поступово залишати місто. Незабаром місто зовсім спорожніло, простоявши в такому вигляді багато століть. На початку двадцятого століття тут з'явилися перші археологи.

## Опис
Місто збудоване навколо головної площі, біля якої сконцентровані основні храми-піраміди і палаци, а також навколо трохи менших, у тому числі одна для гри в м'яч. Багато з будівель Шунантуніч досі приховані джунглями або майже повністю знаходяться під землею.
Центральна частина Шунантуніча займає близько 2,6 квадратних кілометрів і включає 6 площ, навколо яких розташовано 25 палаців і храмів. На деяких з будівель виявлено вапняні фасади з рельєфами.

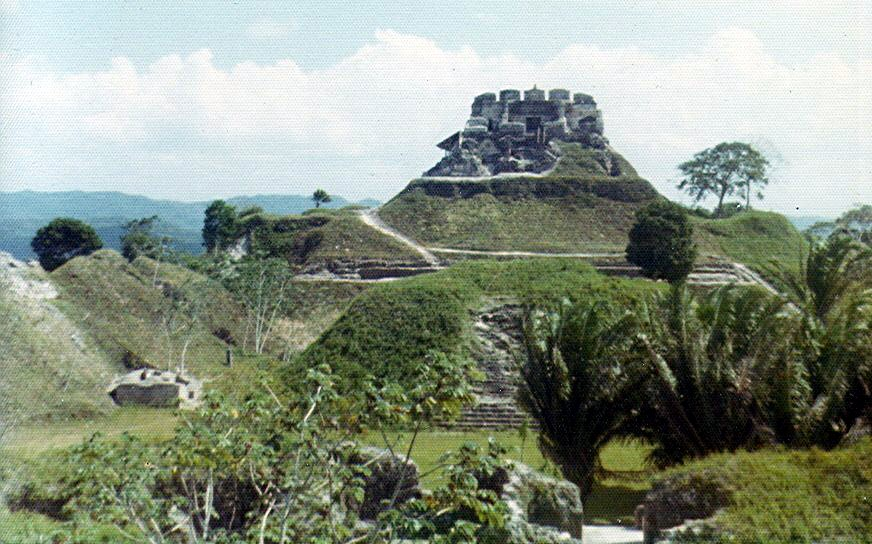
Руїни Шунантуніча

Шунантуніч займав природно укріплену позицію на пагорбі річкового берега. Його розквіт припадає на кінець VIII — середину ІХ ст. Як важливий центр він існував з кінця VII ст., коли було споруджено ядро Групи «А», яке імітувало Групу «В» у Наранхо. Розвиток тривав ціле VIII ст. У результаті ядро поселення складалося з трьох груп — «А», «В» і «С», оточених поселенням середніх розмірів. Над усім містом височить 39-метрова піраміда А-6 «Ель-Кастильйо», друга за величиною доколумбова архітектурна пам'ятка у Белізі після храму в місті Караколь, з двоповерховою спорудою на вершині, на фризі якої, зображені різні міфологічні символи, фігури божеств та людей (очевидно, предків). Царською резиденцією був ансамбль з чотирьох палаців (А-10-А-13) у північній частині ядра; Будівля А-13 виглядає як палац для прийому гостей. Зі сходу з ними пов'язана невелика «патіо-група» і дві тераси, де було знайдено багато побутового сміття. Мабуть, тут жили слуги. Групи «В» і «С» належали міській знаті, остання була з'єднана з ядром сакбе, кінець якого був позначений гладкою стелою. Цікаво, що монументальне будівництво спершу почалося саме в Групі «С» наприкінці VI ст. і лише потім змістилося в «А» 1. Імовірно, це був центр важливої сільської громади, яка згодом виросла в невелике місто.
На 2016 рік знайдено кілька різьблених монументів — 3 стели, 1 вівтар, 4 панелі (деякі в частинах). Перша стела в Шунантуніч була споруджена в 820 році (стела 8) — відразу ж після скорочення політичної активності в Наранхо.

## Історія досліджень
Його руїни відкрито у 1891 році. Перші дослідження Шунантуніча в наш час провів Томас Ганн в 1894 і 1895 роках. В період з 1930 по 1990-ті рр. тут неодноразово проводилися розкопки.
Із 2015 року тут веде розкопки команда проекту Археологічного обстеження долини Белізу під керівництвом Х. Аве.

## Галерея

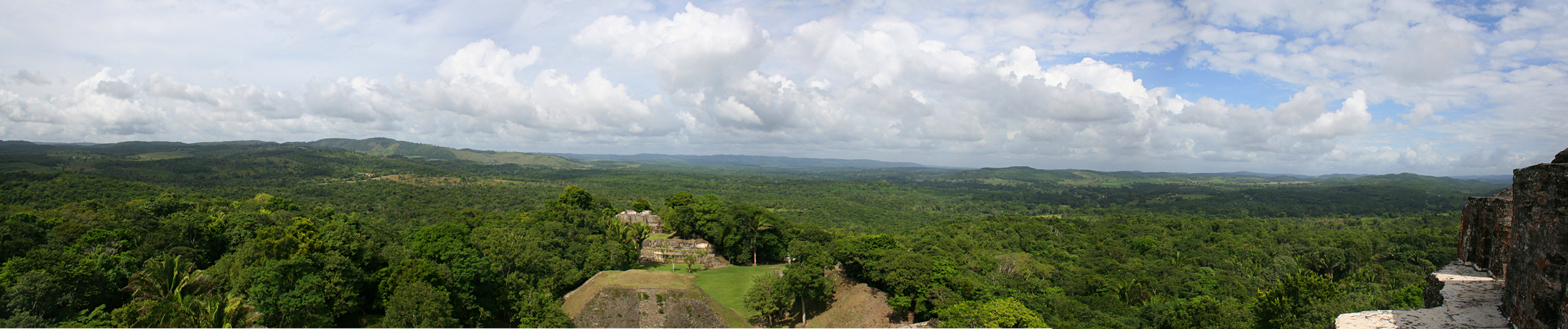

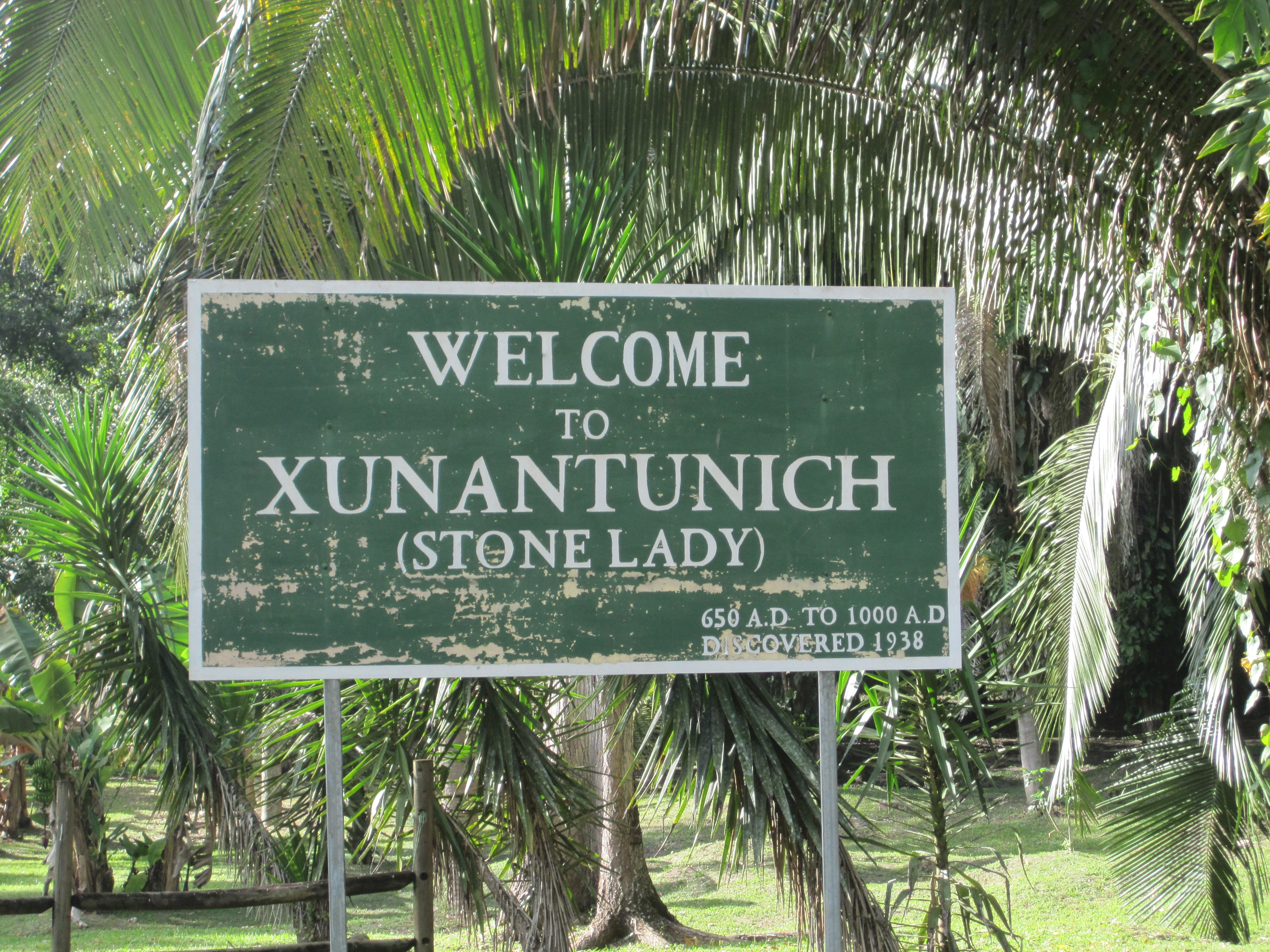
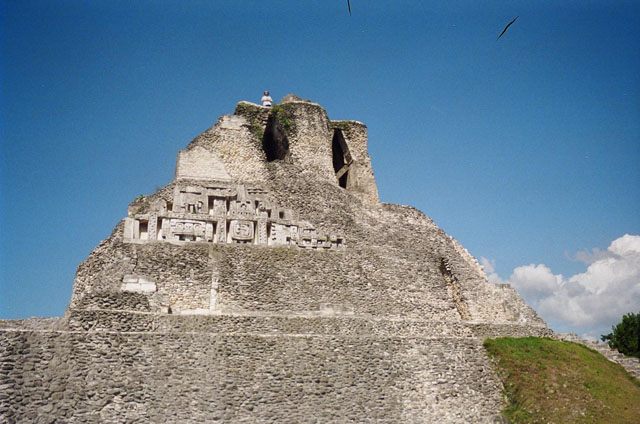
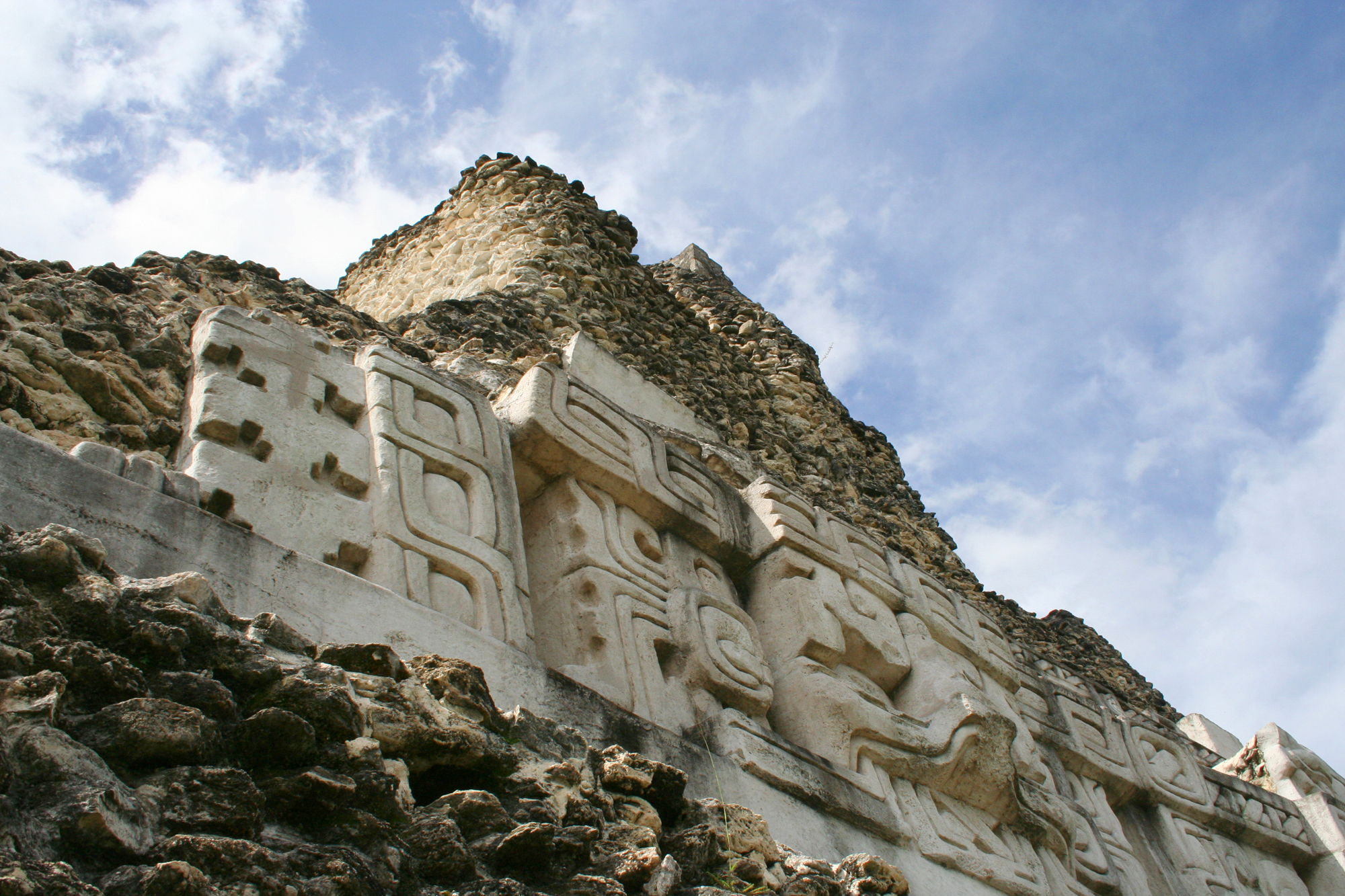
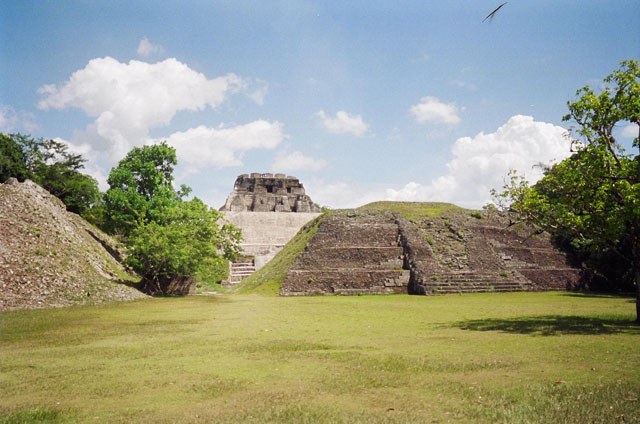
Руїни Шунантуніча
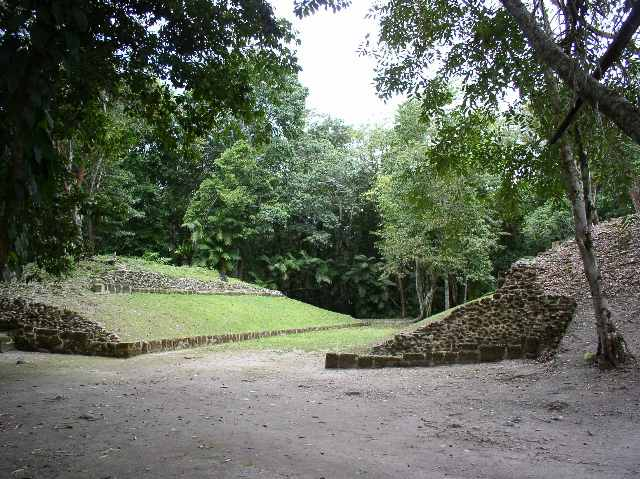
Поле для гри в м'ячем
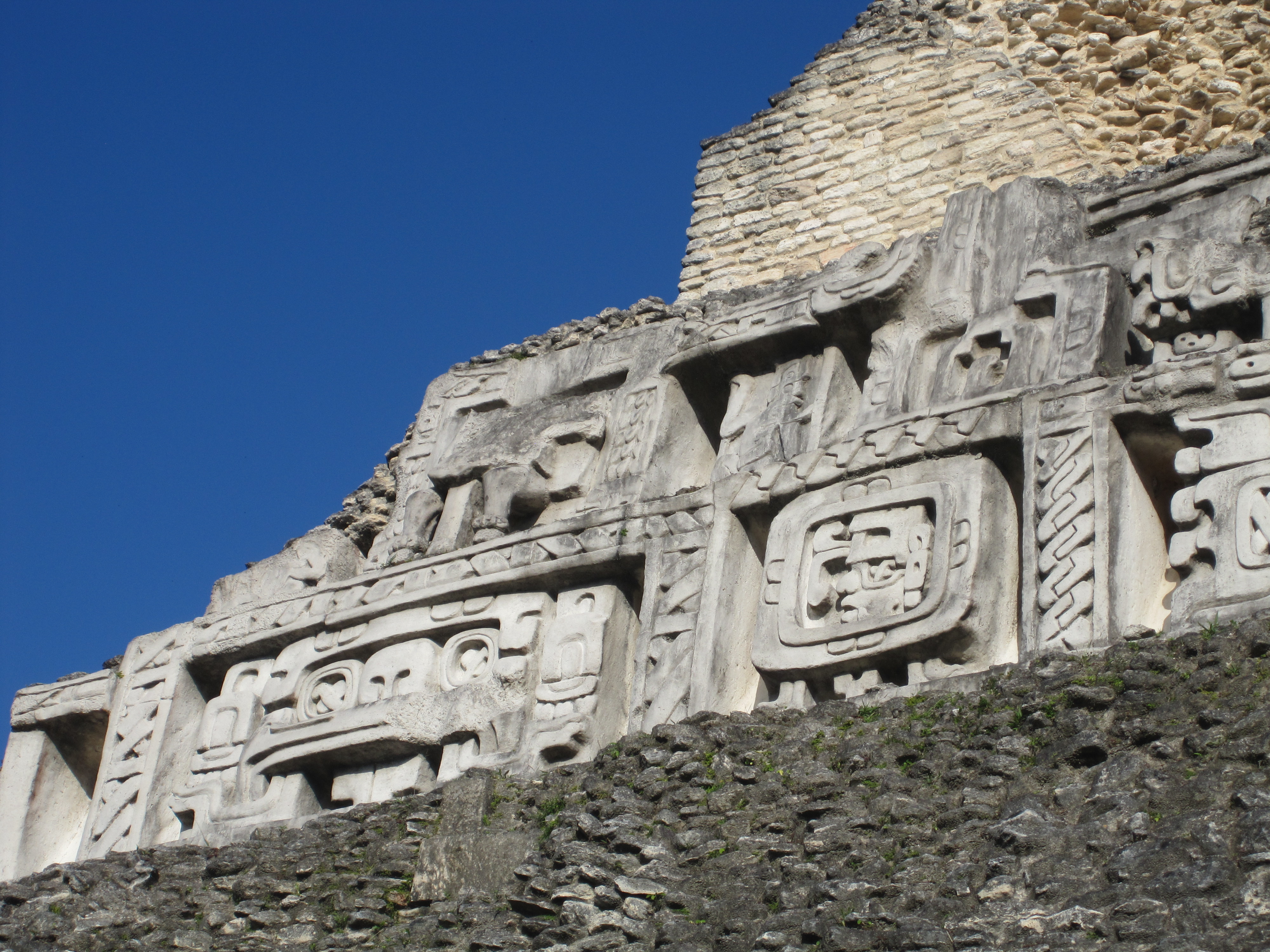
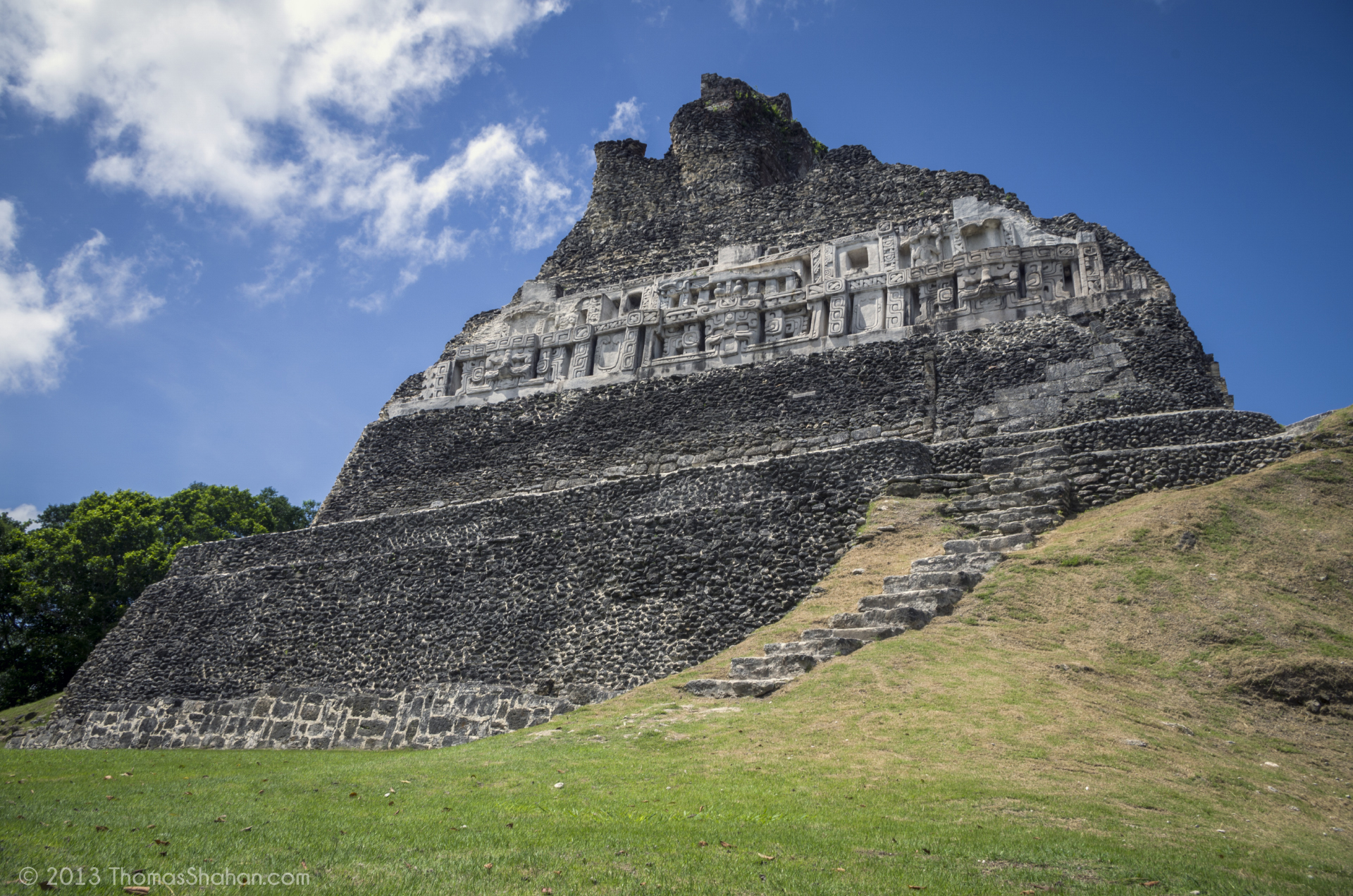